# Rhyssonotus parallelus
Rhyssonotus parallelus es una especie de coleóptero de la familia Lucanidae.

## Distribución geográfica
Habita en Victoria (Australia) y Nueva Gales del Sur.